# Harantové z Polžic a Bezdružic
Harantové z Polžic a Bezdružic (na Pecce) (německy Harant von Polschitz und Weseritz auf Pecka) byli stará česká vladycká rodina, která původně příslušela k jedné z větví Kořenských z Terešova. Pocházeli z Plzeňska. Ves Polžice je v současnosti součástí Bezdružic. 

## Historie

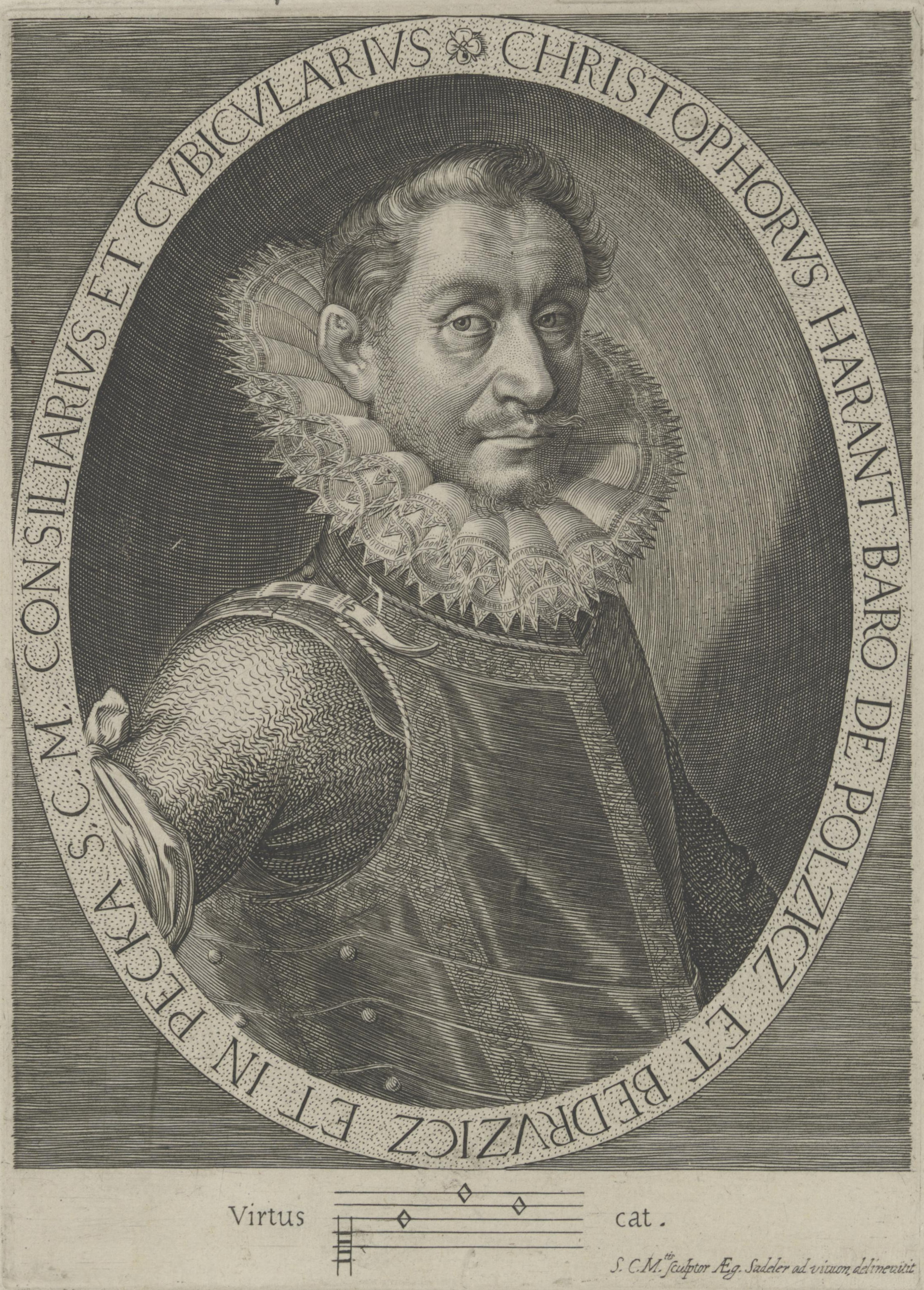
Kryštof Harant z Polžic a Bezdružic - rytina od Aegidia Sadelera

Původ odvozovali od Buška z Bezdružic, jenž žil na konci 14. století. Dále víme o Jiřím Harantovi z Polžic a Bezdružic, čtyřikrát se oženil, z jeho vztahů zplodil 14 dětí. Roku 1603 byl zabit jeho syn Jan, který nejspíše skonal v bitvě proti Turkům.[zdroj?] Nejznámějším potomkem Jiřího Haranta se stal Kryštof, jenž proslul jako cestovatel, hudebník, spisovatel, politik a voják. Kryštof Harant z Polžic a Bezdružic byl popraven při Českém stavovském povstání. Přítel Heřman Černín se po smrti Kryštofa roku 1625 oženil s jeho vdovou a jejich děti vychoval v přísně katolické víře. Kryštof měl dva bratry, Adama a Jana Jiřího staršího (1580–po roce 1648), který v roce 1628 kvůli protestantské víře emigroval do Bavorska, kde sepsal Paměti ve formě deníkových zápisků, které přibližují těžké pobělohorské období. Jeho syn Kryštof Vilém se stal generálem císařského vojska a nejvyšším vojenským velitelem v Čechách.
Posledním oficiálním příslušníkem rodu byl František Pavel Harant z Polžic, který zemřel 15. ledna 1728 v Krchlebích.

## Erb
Ve znaku měli kohouta, od 15. století byl bílý s černým ocasem na červeném podkladu.

## Příbuzní
Příbuzensky se svázali s Černíny z Chudenic, Hradišťskými, Miřkovskými.